# 민주당 (2007년 대한민국)
민주당(民主黨)은 2007년에서부터 2008년까지 존재한 대한민국의 민주당계 정당이었다.
2007년 5월 9일 「중도개혁통합신당」으로 설립되었으며, 같은 해 6월 29일 「중도통합민주당」으로 명칭 변경했다. 2008년 2월 18일 대통합민주신당에 합병되었다.
민주당과의 합당으로 소속의원 34명이 되어 원내교섭단체가 되었다. 그러나 2007년 8월 3일 김한길 공동대표를 비롯한 19명 의원들이 탈당하자, 다시 통합 이전의 민주당 로고와 심볼로 원상복구하였다. 대한민국 제17대 대통령 선거 대선 후보로 이인제 후보가 선출되어, 0.7%의 득표율을 보이며 6위로 낙선하였다. 2008년 2월 15일 대통합민주신당과 신설합당으로 통합민주당으로 재출범하였다.

## 역사

### 중도개혁통합신당

중도개혁통합신당 시기 로고

열린우리당에서 탈당한 김한길계 의원들을 중심으로 중도개혁통합신당(中道改革統合新黨)으로 창당되었다. 2007년 6월 27일 중도통합민주당으로 변경하였다.
2007년 2월 12일, 열린우리당을 탈당한 강봉균, 김낙순, 김한길 등 국회의원 23명은 중도개혁통합신당추진모임을 만들었다. 이후 창당에 반대한 노웅래 등을 제외하고 신국환, 유필우가 추가로 합류하여 국회의원 20명으로 김한길 의원을 대표로 하여 같은 해 5월 7일에 중도개혁통합신당을 창당했다. 이후 한 달이 지난 6월 27일에 민주당을 합병하고 중도통합민주당으로 변경하였다.
지도부
- 당대표: 김한길
- 원내대표: 변재일

변재일 지도부
- 변재일
- 오제세
- 강봉균

### 중도통합민주당

중도통합민주당 시기 로고

- 2007년 6월 27일 민주당과 중도개혁통합신당이 합당하여 소속의원 34명의 중도통합민주당이 창당되었다.
- 2007년 7월 23일 김홍업·유선호 의원, 박광태 광주광역시장·박준영 전라남도지사가 동반 탈당하였다.
- 2007년 8월 3일 김한길 공동대표를 포함한 19명이 탈당하였다.
- 2007년 8월 13일 당명과 로고를 민주당으로 원상복구하였다.
- 2008년 2월 11일 대통합민주신당과 통합을 선언하고, 통합민주당으로 재출범하였다.

## 역대 지도부
| 대수 | 역대 대표 | 직함     | 임기                              | 비고                            |
| ---- | --------- | -------- | --------------------------------- | ------------------------------- |
| 1    | 김한길    | 공동대표 | 2007년 6월 27일 ~ 2007년 8월 3일  | 대통합민주신당 합류를 위해 탈당 |
| 1    | 박상천    | 공동대표 | 2007년 6월 27일 ~ 2008년 2월 15일 | 통합민주당으로 신설합당         |

## 역대 선거 결과

### 대통령 선거
| 연도   | 선거 | 후보자 | 득표      | 득표율        | 결과 | 당락 |
| ------ | ---- | ------ | --------- | ------------- | ---- | ---- |
| 2007년 | 17대 | 이인제 | 160,708표 | \| \| 0.7% \| | 6위  | 낙선 |
|        | 0.7% |        |           |               |      |      |

## 같이 보기
- 대한민국의 정당
- 대한민국의 정치
- 대한민국의 선거
- 대한민국의 자유주의
- 자유주의
- 자유민주주의
- 대한민국의 민주당계 정당
- 대통합민주신당